# MacPorts
MacPorts (chiamato DarwinPorts fino ad agosto del 2006) è un sistema di gestione dei pacchetti che facilita l'installazione di software open source su macOS e su i sistemi operativi Darwin. Simile a Fink, il progetto DarwinPorts fu iniziato nel 2002 come parte del progetto OpenDarwin, con la partecipazione di molti addetti Apple Inc. inclusi Landon Fuller, Kevin Van Vechten e Jordan Hubbard.
MacPorts permette l'installazione di numerosi pacchetti digitando il comando port install packagename in Terminale. Il sorgente del pacchetto verrà scaricato, compilato e installato. Verranno installati anche gli eventuali pacchetti che sono necessari per la compilazione e il funzionamento di quello installato.
Il 28 aprile 2005, il progetto distribuì DarwinPorts nella versione 1.0, che includeva circa 2500 pacchetti. La versione 1.9.1 di MacPorts, pubblicata nell'agosto 2010, era composta da oltre 7000 pacchetti.
Sebbene non sia affiliato con Apple, il progetto è ospitato su Mac OS Forge.